# Vishnu Mishra
Vishnu Mishra (Prayagraj, 16 de abril de 1975) es un cantante de playback, productor, director musical, compositor y letrista indio. Reside en Mumbai, Maharashtra.

## Biografía
Es hijo de Alopideen Mishra y Seva Devi, él nació el 16 de abril de 1975 en Prayagraj, India. Mishra comenzó a cantar a una edad temprana. Su madre fue su única fuente de inspiración y con su ayuda logró entrar al mundo de la música. A su corta edad comenzó a realizar demostraciones, también solía cantar música Bhajan en muchas ocasiones. Finalmente logró convertirse en algo grande dentro de la industria musical.
Aprendió música bajo la dirección del Dr. PS Rajvedi, discípulo de Pandit Ramashray Jha y Shankari Guha, discípulo de Ramashankar Shrivastava. También tomó un riguroso entrenamiento de Anjana Nath, un discípulo del maestro clásico Pandit Ajay Chakroborthy. Vishnu Mishra fue honorificado con Sangeet Prabhakar de Prayag Sangeet Samiti en Prayagraj.

## Carrera
Vishnu Mishra ha interpretado temas musicales para varias películas en hindi, bengalí y Bhojpuri. Ha trabajado con Ravindra Jain, Suresh Wadkar, Anup Jalota, Udit Narayan, Hema Malini, Jaya Prada, Shaan, Sunidhi Chauhan, Kumar Sanu, Kavita Krishnamurthy, Pamela Jain, Sadhna Sargam, Vinod Rathod, Kalpana Patowary, Indu Sonali, Soham, Roop Kumar Rathod, Sonu Kakkar y Rekha Rao, entre otros.
Durante el comienzo de su carrera, fue vocalista de una banda musical llamada "Manch", debido a que se convirtió como parte importante del All India Radio, en Prayagraj y ganó popularidad en todo su país India.
En 1997, Vishnu Mishra llegó a Mumbai para comenzar con su gira musical. Ha lanzado por primera vez como vocalista de dicha banda, su primer álbum titulado 'Ganesh Vandana' bajo el sello de Trigun Music Company en 1998. Vishnu Mishra también incursionó como director de música como Ravindra Jain, en muchos de sus grandes proyectos y también realizó con él muchas presentaciones en vivo durante cinco largos años.